# 中国古典家具

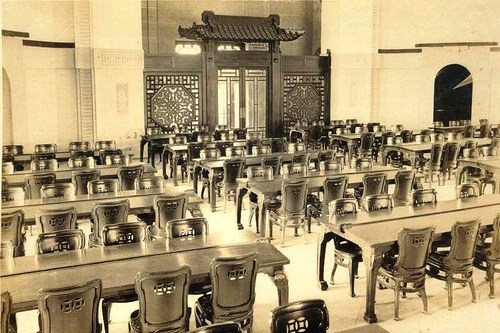
清朝武漢大學的桌椅

上海博物馆藏明式榻

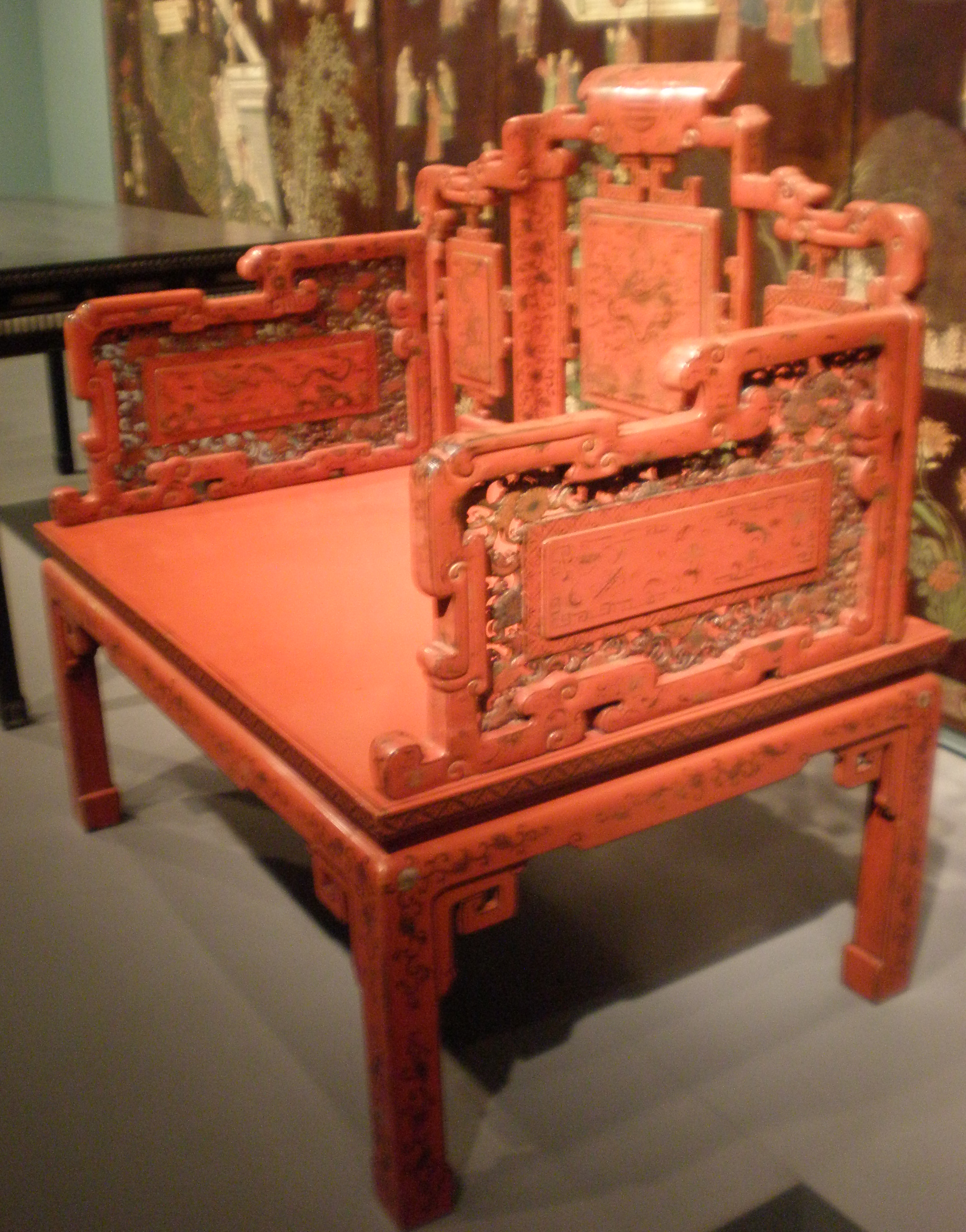
雕花主座

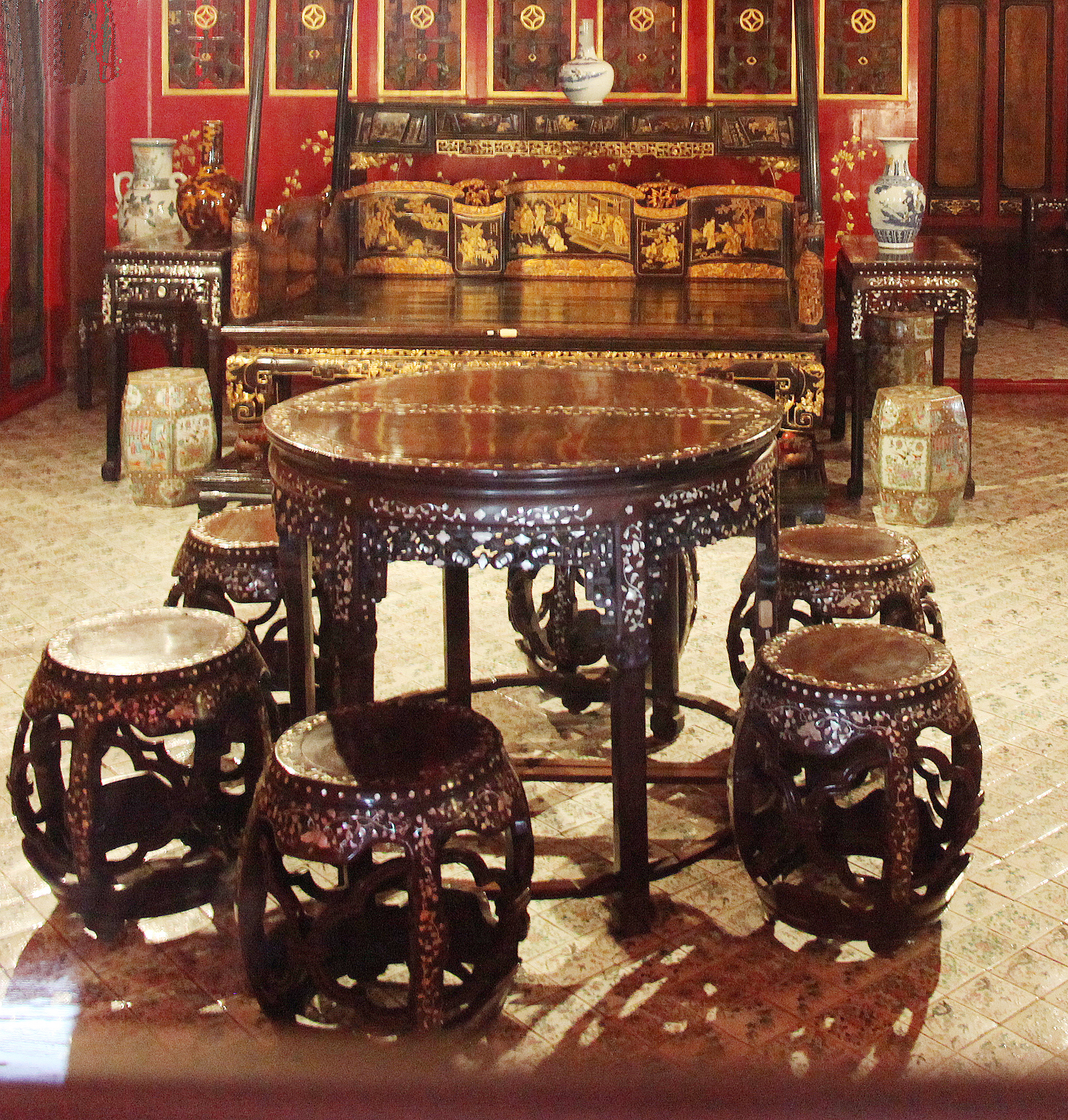
中国古典客廳

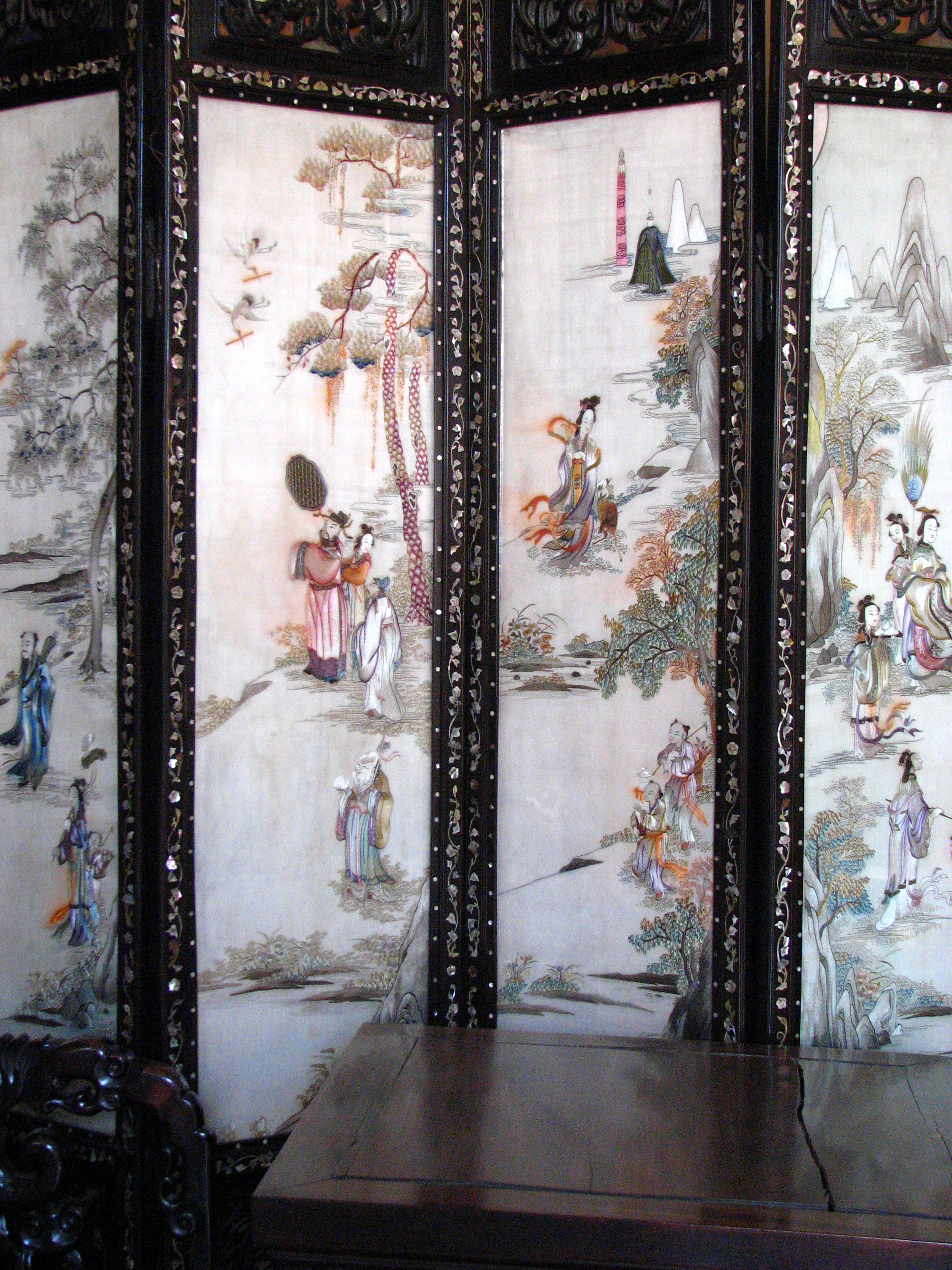
國畫屏風

中国古典家具一词，有广义、狭义两种解释。其广义泛指具有中国古典风格的家具种类。 包括旧式家具和仿古家具、民间家具和宫廷家具、软木家具和硬木家具、漆木家具和雕刻家具。就是近现代制品，只要具有中国古典风格，均可称为中国古典家具。其狭义则指民国之前材美工良、造型优美、具有典型中国古典风格的旧式家具。

## 历史
中国古典家具受到不同客观条件的影响，在发展过程中，人类生活的起居方式和建筑式样起了决定性的作用。中国早期的家具始于夏商，兴盛于战国、两汉。其家具造型为适应“席地而坐”的习俗，家具普遍低平稳重、简便实用。直至唐宋，垂足而坐的起居方式和较为宽阔的居住环境，导致高足家具日渐流行。宋代是中国家具承前启后的重要发展时期。在形式和种类上，已经具备了明代家具的各种类型。
中国古典家具从明代中期至清前期（1522—1735年）发展到了顶峰，是中国古典家具的黄金时期，这一时期的家具式样质朴而不俗，具有独特的美学个性和实用价值，被称为明式家具。
清式家具基本上继承了明式家具风格，乾隆后期开始，装饰过于繁复，失去了简约流畅的风格。

## 种类
中国古典家具发展到明清时期，达到鼎盛，种类已经齐全，根据家具使用功能， 大致可以分为：
桌案类：方桌、炕桌、香几、炕几、炕案、案桌（如书案、画案）、酒桌。
椅凳类：宝座、交椅、圈椅、太师椅、官帽椅、玫瑰椅、靠背椅、长凳、圆凳、马扎、绣墩。
床榻类：榻、罗汉床、架子床和拔步床。
柜橱类：亮格柜、圆角柜、方角柜、闷橱。
架具类：博古架、镜架、镜台、衣架、面盆架、灯台。
其他类：如屏风、衣箱、印匣、药箱、枕凳、滚凳、甘蔗床等。

## 制作工艺
榫卯结构是中国古典家具最主要的工艺特征，在春秋战国就已经初步形成，经过汉唐宋元明各个朝代，二千多年的不断改进、完善和发展，形成中国古典家具工艺核心。

## 参看
- 明式家具

## 外部連結
- 中的“Oriental collectible antiques”
- Herbert Offen Research Collection  An excellent bibliography of publicly accessible books and manuscripts on Chinese furniture.
- A Feature on Ancient Chinese Furniture（页面存档备份，存于）